# دار السك والطباعة الوطنية الإيطالية
 يقع (Istituto Poligrafico e Zecca dello Stato) (IPZS) الإيطالي (دار السك والطباعة الوطنية الإيطالية) ، الذي تأسس في عام 1928 ، في شارع 691 سالاريا في روما. بالإضافة إلى إنتاج العملات المعدنية وجوازات السفر والطوابع البريدية لإيطاليا، فهي تخدم الولايات الصغيرة لمدينة الفاتيكان ، وسان مارينو ، ومنظمة فرسان مالطة العسكرية المستقلة . كما تنشر كتبًا تحت بصمة المكتبة الحكومية .  يقع كل من ( ورشة بطاقات القيم ) ومصنع الإنتاج التقليدي ومعهد الإنتاج المتعدد الوسائط والنقود في العاصمة. وتقع مصانع أخرى في فيريس ،  فال داوستا وفوجيا ، بوليا. يتم إنتاج الأوراق النقدية من قبل بنك إيطاليا . 
في عام 2002 ، أصبحت شركة عامة محدودة مع وزارة الاقتصاد والمالية الإيطالية كمساهم وحيد.

## روابط خارجية
- دار السك والطباعة الوطنية الإيطالية[1] باللغة الإيطالية

1. ↑  "Istituto Poligrafico e Zecca dello Stato - Portale". www.ipzs.it. مؤرشف من الأصل في 2020-04-08. اطلع عليه بتاريخ 2020-04-08.